# Peter Pulte
Peter Pulte (* 21. Mai 1947 in Essen) ist ein deutscher Jurist und Hochschullehrer.

## Leben und Wirken
Peter Pulte studierte nach seiner Ausbildung als Industriekaufmann ab 1970 Rechtswissenschaft an der Universität Bochum und legte 1976 bzw. 1978 die beiden juristischen Staatsexamen ab. Über viele Jahre war er dann in den Rechtsabteilungen mehrerer großer Unternehmen tätig. 1984 promovierte er zum Dr. jur. an der Universität Frankfurt am Main. und absolvierte bis 1987 eine Weiterbildung im Bereich der Arbeitswissenschaft. Bis 1996 war er auch als Fachanwalt für Arbeitsrecht tätig. 1996 übernahm er eine Professur an der Westfälischen Hochschule und lehrte dort bis 2012 vor allem im Bereich Arbeits- und Sozialrecht. Außerdem wirkt er als Berater bzw. Gutachter u. a. für die CDU/CSU-Bundestagsfraktion.
Pulte veröffentlicht in jüngerer Zeit zahlreiche Lehrbücher, Gesetzessammlungen und Ratgeber zum Arbeitsrecht und Personalwesen vor allem für die Anwendung in der betrieblichen Praxis, die teilweise in vielen Auflagen erschienen sind.

## Veröffentlichungen (Auswahl)
- Die Bevölkerungslehre (= Geschichte und Staat. Bd. 166). Olzog, München 1972, ISBN 3-7892-7049-0.
- (Hrsg.): Hans Katzer / Bundestagsreden. Az Studio Bonn 1972.
- (Hrsg.): Regierungserklärungen 1949–1973. de Gruyter, Berlin 1973, ISBN 3-11-004505-2.
- (Bearb.): Vermögensbildung, Vermögensverteilung. de Gruyter, Berlin 1973, ISBN 3-11-004504-4.
- (Bearb.): Die Neue Linke. de Gruyter, Berlin 1973, ISBN 3-11-004409-9.
- (Hrsg.): Menschenrechte. Texte internationaler Abkommen, Pakte und Konventionen. Heggen, Opladen 1974, ISBN 3-920430-45-X (2. aktualisierte Aufl. 1976).
- mit Dirk Geitner (Hrsg.): Soziale Marktwirtschaft. de Gruyter, Berlin 1974, ISBN 3-11-004598-2.
- mit Karl-Heinz Vorbrücken (Hrsg.): Berufliche Bildung. 39 Modelle, Meinungen und Entwürfe zu einem Reformvorhaben. Heggen, Opladen 1974, ISBN 3-920430-43-3.
- mit Ingomar Reinartz: Die Verfassung der Sowjetunion. Goldmann, München 1975, ISBN 3-442-60047-2.
- (Hrsg.): Politische Jugendorganisationen. Heggen, Opladen 1975, ISBN 3-920430-50-6 (3. überarb. Aufl. 1976).
- (Hrsg.): Nationale Minderheiten in Europa. Heggen, Opladen 1975, ISBN 3-920430-30-1.
- mit Dirk Geitner (Hrsg.): Die Verfassungen der Staaten in der Europäischen Gemeinschaft. Goldmann, München 1976, ISBN 3-442-60046-4.
- Betriebliche Vermögensbeteiligung. Steuer- und unternehmensmitbestimmungsrechtliche Probleme und Lösungsansätze. Datakontext-Verlag, Köln 1985, ISBN 3-921899-78-8 (= Dissertation Universität Frankfurt am Main.).
- mit Rolf Bolten: Aufbewahrungsnormen und -fristen im Personalbereich. Datakontext-Verlag, Köln 1985 (8. Aufl. 2008, ISBN 978-3-89577-523-9).
- Musterschreiben für die tägliche Personalarbeit. 2. Auflage. Heider, Bergisch Gladbach 1993, ISBN 3-87314-281-3.
- mit Günter Haurand: Umweltaudit. Normen, Hinweise u. Erläuterungen. Verlag Neue Wirtschafts-Briefe, Herne 1996, ISBN 3-482-47821-X.
- (Mitautor): Gentechnik. Gesetz und Verordnungen. Luchterhand, Neuwied 1998, ISBN 3-472-03221-9.
- (Mithrsg.): Handbuch Ausbildung. Berufsausbildung im dualen System. Oldenbourg, München 2001, ISBN 3-486-25150-3.
- Beteiligungsrechte des Betriebsrates außerhalb der Betriebsverfassung. Verlag Personal, Recht, Management, Troisdorf 2008, ISBN 978-3-941388-01-7.
- Betriebsbeauftragte in der gewerblichen Wirtschaft. 4. Auflage. Verlag Personal, Recht, Management, Troisdorf 2009, ISBN 978-3-941388-08-6.
- Betriebsgröße und Arbeitsrecht. Verlag Personal, Recht, Management, Troisdorf 2009, ISBN 978-3-941388-25-3.
- Kündigung von Arbeitsverhältnissen. 13. Auflage. Kraft Verlag, Mühldorf 2012, ISBN 978-3-9868901-3-1.
- Das deutsche Arbeitsrecht. Kompaktwissen für die Praxis. 5. Auflage. Verlag Personal, Recht, Management, Troisdorf 2013, ISBN 978-3-941388-00-0.
- mit Bianca Bigos: Betriebsvereinbarungen in der Praxis. 5., überarb. Auflage. Beck, München 2019, ISBN 978-3-406-73823-4.
- Reform des Betriebsverfassungsgesetzes. In: Ralf-M. Marquardt, Peter Pulte (Hrsg.): Mythos Soziale Marktwirtschaft. Arbeit, Soziales und Kapital. PapyRossa Verlag, Köln 2019, ISBN 978-3-89438-692-4, S. 265–284.
- Aushangpflichtige Arbeitsschutzgesetze. Luchterhand, Neuwied 2024, ISBN 978-3-472-09878-2.